# Park Soo-jin
Đây là một tên người Triều Tiên, họ là Park.
Park Soo-jin (sinh ngày 27 tháng 11 năm 1985) là một nữ diễn viên điện ảnh Hàn Quốc. Cô từng là thành viên của nhóm nhạc nữ K-pop Sugar 2001-2006 trước khi chuyển sang sự nghiệp diễn xuất vào năm 2007. Ngoài ra, cô cũng là một người dẫn chương trình Tasty Road từ năm 2010, một chương trình trên cáp Olive giới thiệu các nhà hàng ở Seoul.
Park Soo-jin đã đính hôn với nam diễn viên kiêm chủ tịch KeyEast Bae Yong-jun vào tháng 5 năm 2015.

## Danh sách phim

### Phim truyền hình
| Năm  | Tựa đề                             | Vai                    | Kênh      |
| ---- | ---------------------------------- | ---------------------- | --------- |
| 2007 | Sự trả thù ngọt ngào               | Oh Soo-jung trẻ        | SBS       |
| 2007 | The Devil That Pours Red Wine      | Ahn Chun-sa            | MBC       |
| 2008 | The Art of Seduction               | Hee-jin                | OCN       |
| 2008 | Our Happy Ending                   | Hyun-ji                | MBC       |
| 2009 | Vườn sao băng                      | Cha Eun-jae            | KBS2      |
| 2009 | Thiện Đức nữ vương                 | Nữ hoàng Maya thời trẻ | MBC       |
| 2009 | Ngàn lần yêu em                    | Oh Nan-jung            | SBS       |
| 2010 | Bạn gái tôi là Hồ ly               | Eun Hye-in             | SBS       |
| 2011 | Drama City Special "Cupid Factory" | Si-yoon                | KBS2      |
| 2011 | Tiệm rau của anh chàng độc thân    | Jung Dan-bi            | Channel A |
| 2012 | Gia đình chồng tôi                 | Song Soo-jin           | KBS2      |
| 2012 | Natural Burials                    | Ji-hyo                 | MBN       |
| 2013 | Flower Boys Next Door              | Cha Do-hwi             | tvN       |
| 2013 | The Blade and Petal                | Mo-seol                | KBS2      |

### Phim điện ảnh
| Năm  | Tựa đề                     | Vai diễn   | Ghi chú   |
| ---- | -------------------------- | ---------- | --------- |
| 2009 | Searching for the Elephant | Ji-na      |           |
| 2012 | Superstar                  | Soo-jin    |           |
| 2012 | Natural Burials            | Ji-hyo     |           |
| 2013 | One Perfect Day            | Yoo-jin    | Phim ngắn |
| 2013 | 48 M                       | Han Eun-ok |           |

### Chương trình truyền hình
| Năm      | Tiêu đề          | Kênh      | Chú thích |
| -------- | ---------------- | --------- | --------- |
| 2010-nay | Tasty Road       | O'live TV | MC        |
| 2013     | Star Beauty Road | SBS E!    | [ 9 ]     |

### Video âm nhạc
| Năm  | Tên bài                           | Nghệ sĩ      | Bạn diễn            |
| ---- | --------------------------------- | ------------ | ------------------- |
| 2010 | "Goodbye My Love"                 | J.Rich       | U-Know Yunho        |
| 2014 | "Re;code Episode 5 - I'm in Love" | Ailee, 2LSON | Seo Kang-joon, Dave |